# Dance Love Pop
Dance Love Pop è il terzo album della cantante svedese Agnes Carlsson, pubblicato in Svezia dall'etichetta discografica Roxy Recordings il 29 ottobre del 2008 ed in vari altri paesi europei l'anno seguente.
Dall'album sono stati tratti i singoli Release Me, On and On, Love Love Love,  I Need You Now e Sometimes I Forget.
L'album ha raggiunto la quinta posizione in Svezia.
Il 1º aprile 2009 ne è uscita una versione deluxe, contenente la bonus track Love Love Love. Questa nuova versione ha raggiunto la dodicesima posizione in Svezia.

## Tracce
The Love Love Love Edition - CD (Roxy 7320470112588 [se] / EAN 7320470112588)
CD1:
1. Release Me - 4:14 (Anders Hansson, Sharon Vaughn, Agnes Carlsson)
2. On and On - 3:50 (Anders Hansson, Steve Diamond)
3. Love Me Senseless - 4:39 (Anders Hansson, T.Leah)
4. How Do You Know - 3:48 (Anders Hansson, R.Shaw)
5. I Need You Now - 3:44 (Anders Hansson, Sharon Vaughn)
6. Look at Me Now - 3:55 (Anders Hansson, Steve Diamond, Agnes Carlsson)
7. Don't Pull Your Love Out - 3:13 (Anders Hansson, Kara DioGuardi)
8. Open Up Your Eyes - 3:35 (Anders Hansson, Steve Diamond, Agnes Carlsson)
9. Sometimes I Forget - 4:14 (Anders Hansson, Steve Diamond, Agnes Carlsson)
10. Big Blue Wall - 4:38 (Anders Hansson, Sharon Vaughn)

CD2:
1. Love Love Love - 3:03
2. Love Love Love (Extended Version) - 5:00
3. On and On (Anotha Ding-An Beh-An Version) - 6:20
4. On and On (The Void Remix) - 3:52
5. On and On (Acoustic Version) - 2:43
6. Release Me (Pio Radio Remix) - 3:39
7. Release Me (Acoustic Version, P3 Live Session) - 3:51

Extras
- On and On (Video) - 3:50
- Release Me (Video) - 4:14

CD (BIP BIP-A002 [be] / EAN 8717578072507)
1. Release Me - 4:14
2. On and On - 3:50
3. Love Me Senseless - 4:39
4. How Do You Know - 3:48
5. I Need You Now - 3:44
6. Look at Me Now - 3:55
7. Don't Pull Your Love Out - 3:13
8. Open Up Your Eyes - 3:35
9. Sometimes I Forget - 4:14
10. Big Blue Wall - 4:38
11. Release Me (Robert Abigail Remix) - 3:40
12. Release Me (Nils van Zandt Radio Remix) - 4:30
13. Release Me (DJ Rebel Radio Edit) - 3:45

CD (Warner 505186561752 (Warner) [eu] / EAN 5051865617525)
1. Big Blue Wall - 3:16
2. Release Me - 4:15
3. On and On - 4:07
4. Love Me Senseless - 4:40
5. I Need You Now - 3:46
6. You Rain - 4:15
7. How Do You Know - 3:49
8. Open Up Your Eyes - 3:37
9. Don't Pull Your Love Out - 3:16
10. Sometimes I Forget - 4:17
11. Release Me (Acoustic Version) - 4:15
12. Blue Blue Wall (Piano Version) - 4:39
13. On and On (Acoustic Version) - 2:41

## Classifiche
| Classifica (2008) | Posizione raggiunta |
| ----------------- | ------------------- |
| Svezia            | 5                   |
| Francia           | 38                  |
| Svizzera          | 45                  |
| Germania          | 68                  |
| Austria           | 70                  |